# 1555 Dejan
1555 Dejan este un asteroid din centura principală, descoperit pe 15 septembrie 1941, de Fernand Rigaux.